# Arrondissement de Sŏn'gyo

Sŏn'gyo-guyŏk ou Arrondissement de Sŏn'gyo ou encore Arrondissement des ponts de bateaux (Hangeul: 선교구역 Hanja: 船橋區域), est l'un des 19 arrondissements de l'agglomération de Pyongyang.

## Divisions administratives
L'arrondissement de Sŏn'gyo est constitué de vingt-et-un quartiers :
- Changchung 1 (hangeul : 장충 1동 hanja : 長忠 1洞)
- Changchung 2 (hangeul : 장충 2동 hanja : 長忠 2洞)
- Kangan 1 (hangeul : 강안 1동 hanja : 江岸 1洞), où est situé l'Usine des articles de consommation courante de Pyongyang (Hangeul : 평양일용품공장)
- Kangan 2 (hangeul : 강안 2동 hanja : 江岸 2洞)
- Mujin 1 (hangeul : 무진 1동 hanja : 武進 1洞)
- Mujin 2 (hangeul : 무진 2동 hanja : 武進 2洞)
- Namsin 1 (hangeul : 남신 1동 hanja : 南新 1洞)
- Namsin 2 (hangeul : 남신 2동 hanja : 南新 2洞)
- Ryulgok 1 (hangeul : 률곡 1동 hanja : 栗谷 1洞)
- Ryulgok 2 (hangeul : 률곡 2동 hanja : 栗谷 2洞)
- Sanop 1 (hangeul : 산업 1동 hanja : 産業 1洞)
- Sanop 2 (hangeul : 산업 2동 hanja : 産業 2洞)
- Songyo 1 (hangeul : 선교 1동 hanja : 船橋 1洞)
- Songyo 2 (hangeul : 선교 2동 hanja : 船橋 2洞), 정보기술산업총회사, 조선삼광무역회사
- Songyo 3 (hangeul : 선교 3동 hanja : 船橋 3洞)
- Taehung (hangeul : 대흥동 hanja : 大興洞)
- Tungme 1 (hangeul : 등메 1동 hanja : 등메 1洞)
- Tungme 2 (hangeul : 등메 2동 hanja : 등메 2洞)
- Tungme 3 (hangeul : 등메 3동 hanja : 등메 3洞)
- Usme (hangeul : 웃메동 hanja : 웃메洞)
- Yongje (hangeul : 영제동 hanja : 永濟洞)

## Places importantes
- Gare du Fleuve Taedong (Hangeul: 대동강역 Hanja: 大同江驛) dans le quartier d'Yongje.
- L'École normale supérieure Kim Chol Ju (Hangeul:김철주사범대학 Hanja:金哲柱師範大學) dans le quartier de Sŏn'gyo
- L'École supérieure de l'industrie légère de Han Tok Su de Pyongyang (Hangeul: 한덕수평양경공업대학 Hanja:韓德銖平壤輕工業大學) dans le quartier de Taehung.
- Le grand magasin de Pyongyang-Est (Hangeul:동평양백화점 Hanja:東平壤百貨店) dans le quartier de Sŏn'gyo.
- Pont de Rakrang de 2x2 voies curviligne reliant les quartiers de Tongsan et Chongo de l'arrondissement de Rakrang aux quartiers de Yongje et Sanop de l'arrondissement des ponts de bateaux
- Complexe de fabrication de vêtements de Pyongyang dans le quartier d'Yongje.
- Palais de l'Assemblée Mansudae dans le quartier de Sŏn'gyo.
- Cinéma Songyo (Hangeul: 선교영화관/극장 Hanja: 船橋映画館) dans le quartier de Sŏn'gyo.
- La tour immortelle de Kim Il Sung
- Restaurant Songyo.

## Historique des députations des circonscriptions de l'arrondissement municipal de Sŏn'gyo (de la 41 à la44ecirconscription)

### Circonscription de Sŏn'gyo (41ecirconscription)
- XIème législature (2003-2009) : Kim Kwang Chol (Hangeul:김광철)
- XIIème législature (2009-2014) : Yun Ki Chung (Hangeul: 윤기정 Hanja:尹基政 / 尹基貞)
- XIIIème législature (2014-2019) : Ri Kyong-il (Hangeul: 리경일)

### Circonscription de Tungme (42ecirconscription)
- XIème législature (2003-2009) : Kim Ik Hyun (Hangeul:김익현)
- XIIème législature (2009-2014) : O Kuk Ryol (Hangeul: 오극렬 Hanja:吳克烈)
- XIIIème législature (2014-2019) : Kim Yong-il (Hangeul: 김영일)

### Circonscription de Ryulgok (43ecirconscription)
- XIème législature (2003-2009) : Paik Yong Chon (Hangeul:백용천)
- XIIème législature (2009-2014) : Kang Nam Ik (Hangeul: 강남익 Hanja:姜南益)
- XIIIème législature (2014-2019) : Hwang Kil-chol (Hangeul: 황길철)

### Circonscription d'Yongje (44ecirconscription)
- XIème législature (2003-2009) : Kim Hwa Suk (Hangeul:김화숙)
- XIIème législature (2009-2014) : Chun Kyung Su (Hangeul: 전경수 Hanja:全慶洙)
- XIIIème législature (2014-2019) : Mun Kang-sun (Hangeul: 문강순)